# Jens Weissflog

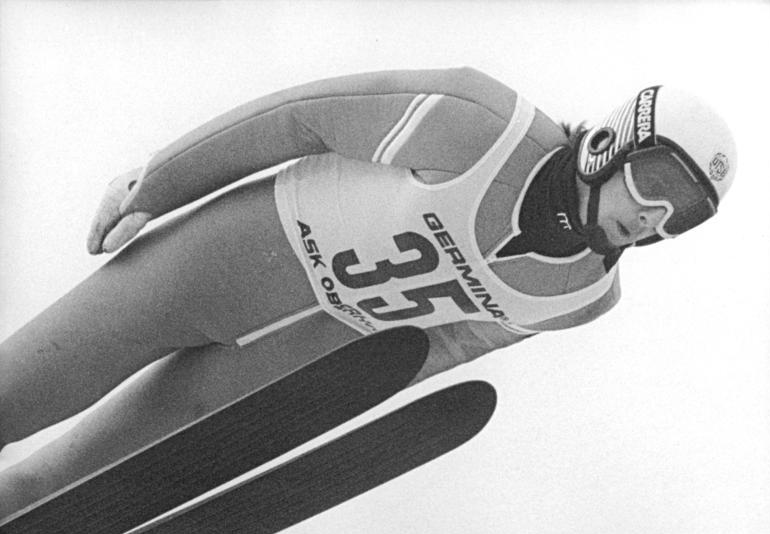
Jens Weissflog i Oberwiesenthal 31 januari 1989.

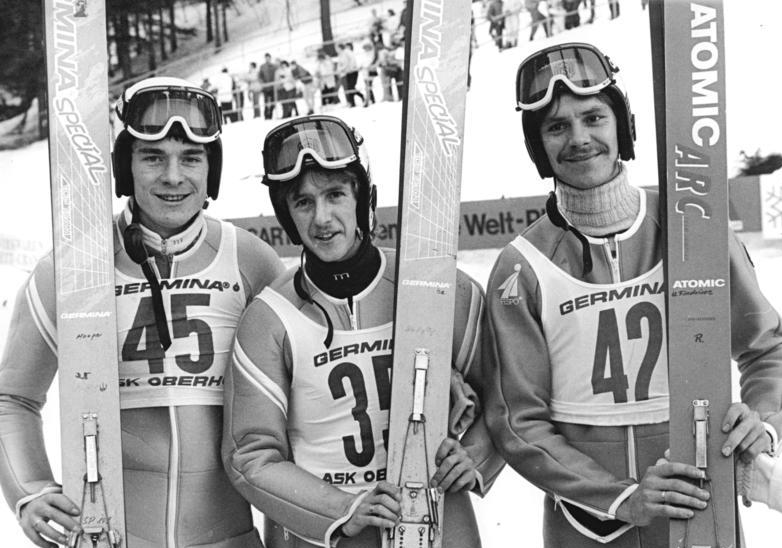
Oberwiesenthal 31 januari 1989. Från vänster: Heiko Hunger, Jens Weissflog och Ulf Findeisen.

Jens Weissflog (Jens Weißflog), född 21 juli 1964 i Steinheidel-Erlabrunn i Sachsen i dåvarande Östtyskland, är en tysk före detta backhoppare som under början av sin karriär tävlade för Östtyskland. Från 1990 tävlade han för Tyskland. Han representerade SC Traktor Oberwiesenthal och från 1990 Oberwiesenthaler SV 1990. Weissflog räknas som en av historiens bästa backhoppare och har vunnit bland annat tre OS-guld och tre VM-guld.

## Karriär
Jens Weissflog växte upp i Pöhla, en stadsdel i Große Kreisstadt i Schwarzenberg, Erzgebirge på gränsen mellan Sachsen i dåvarande Östtyskland och Böhmen (tjeckiska: Čechy) i Tjeckoslovakien. Han flyttade til Oberwiesenthal då han började i Kinder- und Jugendsportschulen (KJS) (svenska: Barn- och ungdomssportskolor). 
Weissflog debuterade i världscupen 30 december 1980 i Oberstdorf 30 december 1980. Hans nästa start i en världscuptävling var två år senare i tysk-österrikiska backhopparveckan. Han vann sin första världscupseger i backhoppningsveckans sista deltävling i Bischofshofen 6 januari 1983, 19 år gammal.

### Världscup
Jens Weissflog tävlade 14 säsonger i världscupen. Han vann 33 deltävlingar, den sista i Pine Mountain Jump i Iron Mountain i delstaten Michigan, USA 17 februari 1996. Weissflog vann världscupen sammanlagt säsongen 1983/1984. Han har 9 sammanlagtplaceringar bland de 10 bästa. Flest segrar i deltävlingar hade han säsongen 1983/1984 då han lyckades vinna 8 gånger.

### Skid-VM
Weissflog deltog i sin första världsmästerskap 1984. Världsmästerskapen i nordisk skidsport 1984 bestod av lagtävlingar med backhoppning i Engelberg i Schweiz och nordisk kombination i  Rovaniemi i Finland,  eftersom grenarna inte fanns med vid olympiska vinterspelen 1984 i Sarajevo i det dåvarande Jugoslavien. Östtyska laget (Ulf Findeisen, Matthias Buse, Klaus Ostwald och Jens Weissflog) vann en silvermedalj 46,1 poäng efter Finland och 8,1 poäng före bronsmedaljörerna från dåvarande Tjeckoslovakien. 
Under VM 1985 i Seefeld in Tirol i Österrike lyckades Jens Weissflog vinna tävlingen i normalbacken och vann sitt första individuella VM-guld. Han vann 9,6 poäng före österrikaren Andreas Felder och 11,0 poäng före norska bronsvinnaren Per Bergerud. I lagtävlingen tog östtyskarna Frank Sauerbrey, Manfred Deckert, Klaus Ostwald och Jens Weissflog bronsmedaljen efter guldvinnarna Finland och silvermedaljörerna Östterrike. I stora backen blev Weissflog nummer 9.
I Skid-VM 1987 var Weissflog inte lika framgångsrik. Han blev nummer 5 i normalbacken, nummer 15 i stora backen och nummer 6 i lagtävlingen. Under VM 1989 i Lahtis i Finland lyckades han bättre. Han blev världsmästare i normalbacken, 4,0 poäng före hemmahoppet Ari-Pekka Nikkola och 6,0 poäng före österrikiska bronsmedaljvinnaren Heinz Kuttin. I stora backen hindrade Weissflog hemmafavoriterna från att ta en dubbel. Jari Puikkonen vann före Weissflog med 6,0 poäng, men Weissflog kom 7,5 poäng före Matti Nykänen.
VM 1991 ägde rum i Val di Fiemme i Italien. Jens Weissflog tävlade nu för återförenade Tyskland. I lagtävlingen hoppade han tillsammans med Heiko Hunger, André Kiesewetter och Dieter Thoma. Laget vann en bronsmedalj i lagtävlingen. Tyskland var 17,8 poäng efter österrikarna som vann guldet 4,8 poäng före Finland. I de individuella tävlingarna vann Weissflog en bronsmedalj i stora backen (7,5 poäng bak guldvinnaren Franci Petek från dåvarande Jugoslavien. I normalbacken blev Weissflog nummer 7.
VM 1993 i Falun i Sverige blev inte så lyckade för Jens Weissflog och tyskarna. Weissflog startade i de individuella tävlingarna och blev nummer 20 i stora backen och nummer 40 i normalbacken. Under VM 1995 i Thunder Bay i provinsen Ontario i Kanada lyckades Weissflog och tyska laget bättre. Weissflog blev nummer 5 i normalbacken och vann en bronsmedalj i stora backen, 42,7 poäng efter Tommy Ingebrigtsen från Norge, som vann klart och något överraskande, 23,1 poäng före Andreas Goldberger från Österrike.

### Olympiska spelen
Weissflog deltog i fyra olympiska spel och han vann tre OS-guld, varav två individuella. Hans OS-debut var i Sarajevo 1984 i dåvarande Jugoslavien. Weissflog lyckades vinna guld i första tävlingen, i normalbacken (K90). Han vann före Matti Nykänen (1,2 poäng) och Jari Puikkonen (2,4 poäng), båda från Finland. I den andra tävlingen, i stora backen, (laghoppning var inte på programmet) blev Weissflog nummer 2 och vann sin andra medalj i mästerskapen. Matti Nykänen vann klart med 17,5 poäng.
Under OS 1988 i Calgary lyckades inte Weissflog så bra. Han blev nummer 9 i normalbacken och nummer 31 i stora backen. Han var inte i tyska laget, som blev nummer 6 i lagtävlingen. 1992 arrangerades OS i Albertville i Frankrike. Han blev nummer 9 i normalbacken och nummer 33 i stora backen, men lyckades ändå få tävla i tyska laget under laghoppningen. Tyska laget blev nummer 5, 99,8 poäng efter segrarna från Finland.
Os 1994 arrangerades i Lillehammer i Norge. Det blev Weissflogs sista OS och han avslutade OS-karriären med stil. Han vann första backhoppningstävlingen, i stora backen, 8,0 poäng före hemmafavoriten Espen Bredesen och 9,5 före österrikaren Andreas Goldberger. I lagtävlingen var han med i tyska laget tillsammans med Hansjörg Jäkle, Christof Duffner och Dieter Thoma. I sista omgången var Japan klart före Tyskland då bara sista hopparen i de två lagen var kvar på toppen av backen. Jens Weissflog gratulerade japanen Masahiko Harada redan före sista hoppet. Japanen misslyckades totalt och Weissflog kritiserades i tidningarna efteråt.
Under sista backhoppstävlingen i OS 1994, i normalbacken, började publiken vissla då Weissflog hoppade i första omgången. Då visade Weissflog åt åskådarna och gav TV-publiken fingret. Visslingarna ökade och under andra omgången möttes Weissflog av en kakofoni av visslingar och tillrop från publiken. Weissflog slutade fyra i tävlingen, bara 0,5 poäng från prispallen. Förlåtelse från norska backhoppningspubliken har han aldrig fått. 

### Tysk-österrikiska backhopparveckan
Jens Weissflog lyckades vinna den Tysk-österrikiska backhopparveckan fyra gånger, en prestation som endast Janne Ahonen från Finland har lyckats slå med sina fem segrar. Weissflog tävlade 14 hela säsonger i tysk-österrikiska backhopparveckan. Han vann sammanlagt 4 gånger, (säsongerna 1983/1984, 1984/1985, 1990/1991 och 1995/1996). Han blev också sammanlagt tvåa i backhopparveckan 4 gånger (1982/1983, 1987/1988, 1988/1989 och 1993/1994). Säsongen 1989/1990 blev han nummer 3 sammanlagt. Han har 10 segrar i deltävlingar i backhopparveckan.  

### VM i skidflygning
Weissflog deltog i tre VM skidflygning. Hans första VM i skidflygning var i Letalnicabacken i Planica 1985. Han lyckades vinna silvermedaljen. Matti Nykänen vann tävlingen. I Vikersundbacken i Norge 1990 tog han en bronsmedalj efter guldvinnaren, västtyska Dieter Thoma och silvermedaljören Matti Nykänen. I hans sista skidflygnings-VM (1996) i Kulm i Bad Mitterndorf i Österrike blev han nummer 4.

### Andra tävlingar
Jens Weissflog har från 1991 5 tyska mästerskap, alla i individuella tävlingar. Han har dessutom en silvermedalj från tävlingen i stora backen i Oberstdorf 1991. I skidflygningsvärldscupen blev han som bäst nummer 8 säsongen 1995/1996.
Weissflog är den mest meriterade tyska backhopparen i historien. Internationellt är bara backhopparna Matti Nykänen och Janne Ahonen från Finland, Adam Małysz från Polen och Gregor Schlierenzauer från Österrike lika framgångsrika och har flera världscupsegrar. Bara Janne Ahonen har flera sammanlagda segrar i backhopparveckan.
Jens Weissflog höll högsta internationella nivå i 12 år. Varken systembytet från Tyska Demokratiska Republiken (tyska: Deutsche Demokratische Republik) till Förbundsrepubliken Tyskland (tyska: Bundesrepublik Deutschland) eller övergången till V-stil kunde bromsa framgångarna för Jens Weissflog. Han avslutade sin karriär 15 juni 1996.

## Övrigt
Weissflog är idag hotellägare i Oberwiesenthal. Han är dessutom expertkommentator för TV-kanalen ZDF (Zweites Deutsches Fernsehen, ett tyskt TV-företag i Mainz med förbundsländerna som huvudman). I valet til Volkskammer i DDR 1986 blev Weissflog nominerad som kandidat för FDJ (Freie Deutsche Jugend). Vid valet till nytt Stadtrat (tillsvarande kommunfullmäktige i Sverige och Finland) vann Weissflog ett mandat för CDU (Christlich Demokratische Union Deutschlands, ett kristdemokratiskt parti) i Oberwiesenthal.

## Utmärkelser
- Vaterländischer Verdienstorden i guld, en hederspris från Östtyska staten.
- Titeln Ehrenbürger von Oberwiesenthal (svenska: Hedersmedborgare av Oberwiesenthal) 1994.
- Verdienstorden der Bundesrepublik Deutschland 1996.
- Planetoiden 2000 WX158, upptäckt vid Volkssternwarte Drebach, Erzgebirge 30 november 2000, blev 2003 uppkallad efter Jens Weissflog. Officiellt heter planetoiden (22168) Weissflog.

Jens Weissflog tilldelades Holmenkollenmedaljen 1991 tillsammans med Ernst Vettori, Vegard Ulvang och Trond Einar Elden.